# Siniša Linić
Siniša Linić (Rijeka, 23. kolovoza 1982.), hrvatski nogometaš
Rođeni Grobničanin, s karijerom je započeo u Rijeci. Tamo igra prvo do posudbe u NK Orijent do drugog dijela 2002. kada započinje svoj 5 godina dug put kroz redove Rijeke. Već prve prave sezone u Rijeci uspio je sakupiti manju minutažu da bi od sezone 2003./04. postao dio prve momčadi, izmjenjujući se na pozicijama unutar veznog reda. 2006. dobiva poziv nacionalnog izbornika Zlatka Kranjčara za nastup na novogodišnjem turniru Carlsberg Cupu. Nastupio je cijelu utakmicu protiv reprezentacije Hong Konga (4:0). Prije toga nastupao je rijetko za U-21 i U-19 reprezentaciju. 
Nakon uspješnih sezona 2004./05. i 2005./06. u kojima završava pri vrhu lige i osvaja dva kupa, slijedi slabija godina nakon koje posvađan s predsjednikom Ježićem napušta klub. Novi trener Zlatko Dalić htio ga je zadržati kao budućeg kapetana, no Linić, ogorčen načinom kako se s njim postupalo u rodnom gradu odlučuje prijeći u splitski Hajduk. U Hajduku je igrao relativno često, ali su ga s vremenom iz prve postave istisnuli iskusni Andrić i Skoko. Iz redova splitskih bilih Linić je otišao u izraelsku Bnei Yehudu za koju je igrao do ljeta 2010. godine a nakon toga preselio u NK Istru 1961, a potom u FC Koper. Nakon što je završio profesionalnu karijeru, te poslije kratkotrajne stanke, karijeru nastavlja u redovima niželigaša NK Grobničana. 
Statistika u Hajduku
| Natjecanje        | Nastupi | Zgoditci |
| ----------------- | ------- | -------- |
| Prvenstvo         | 40      | 4        |
| Kup               | 12      | 0        |
| Superkup          | 0       | 0        |
| Međunarodne       | 6       | 0        |
| Splitski podsavez | 0       | 0        |
| Ukupno            | 58      | 4        |
| Prijateljske      | 26      | 1        |
| Sveukupno         | 84      | 5        |